# Raphaël Louis Rafiringa
Raphaël Louis Rafiringa FSC, né Firinga le 1er mai 1856 à Antananarivo et mort le 19 mai 1919 à Fianarantsoa, est un religieux catholique malgache, béatifié le 7 juin 2009 par Benoît XVI.

## Biographie
Raphaël Louis Rafiringa est né le 1er mai 1856 dans le quartier de Mahamasina à Antananarivo. Il est le fils d'un Capitaine des esclaves. Son père ayant perdu son premier enfant, voulut baptiser son second fils Rakotonirina, signifiant celui qui est désiré. Néanmoins, le sorcier local lui interdit ceci sous peine de malheur et alors il appela son fils Firinga, siginfiant poubelle afin de le préserver du malheur.
À l'âge de dix ans, Firinga rencontre trois missionnaires catholiques venus christianiser l'île sur fond de concurrence avec les missionnaires protestants. Ils appartiennent à la communauté des Frères des écoles chrétiennes (aussi connue sous le nom de lasalliens) qui fondent une école à Madagascar. Firinga la rejoint. Le 24 octobre 1869, jour de fête de l'archange Raphaël, il reçoit le baptême et prend le nom de Raphaël. Il ajoute aussi le préfixe Ra à son nom de famille signifiant monsieur et devient alors Raphaël Rafiringa.
En 1876, il demande à rejoindre la communauté des lasalliens. Il y est reçu, et trois ans plus tard, en 1879, il prononce ses premiers vœux religieux et devient Raphaël Louis Rafiringa. Il est alors le premier malgache à rejoindre cet ordre religieux,.
En 1883, les religieux étrangers sont expulsés de Madagascar, et il devient alors le chef des catholiques de tout Madagascar. Six ans plus tard, en 1889, il prononce ses vœux perpétuels. En 1902, il est nommé membre de l'académie de Madagascar et l'année d'après, le 2 mai 1903, il reçoit la médaille du Mérite Civil pour son œuvre de pacification entre la France et Madagascar.
Il meurt le 19 mai 1919 à Fianarantsoa et ses restes sont déplacés (translatio) dans sa ville natale en 1933.
Le 7 juin 2009, le pape Benoît XVI le place au rang des bienheureux, ce qui en fait le deuxième malgache après Victoire Rasoamanarivo.